# Thomomys idahoensis
Thomomys idahoensis — вид гризунів родини Geomyidae. Він досить малий, з легкою будовою черепа. Колір його хутра різний по тілу і між особинами. Зустрічається на заході Сполучених Штатів, мешкає в саванах, чагарниках і луках. Особи живуть поодинці в норах, залишаючись активними цілий рік. Багато аспектів його поведінки та біології недостатньо вивчені. Міжнародний союз охорони природи класифікує цей вид як такий, що викликає найменше занепокоєння.

## Морфологічна характеристика
Колір спини коливається від жовтувато-коричневого з темно-коричневим волоссям на кінчиках до сірувато-коричневого або повністю темно-коричневого, в цілому досить рівномірний. Більшість темно-сірі навколо носа. Черевна область світло-сіра і зазвичай змішана з жовтим і жовто-коричневим. Лапи білуваті на вигляд, колір хвоста у різних екземплярів різний. Взимку воно блідіше, ніж улітку.
Череп невеликий і легкої будови, з тонкими різцями, які не виступають (нахилені до губ). Він має 56 або 58 хромосом (різниця пов’язана з робертсонівською транслокацією, станом, коли хромосома приєднується до іншої). Вуха малі.

## Поширення і середовище проживання
Thomomys idahoensis зустрічається на заході Сполучених Штатів, від центрального Айдахо до південної та західної частин Монтани. Окрема популяція є в південно-західному Вайомінгу, південно-східному Айдахо та північному сході Юти. Мешкає в саванах, чагарниках і луках.

## Поведінка та екологія
Окремі особини живуть у норах, причому кожен створює і живе в своїй норі. Вони залишаються активними протягом усього року і зберігають викопаний ґрунт у своїх норах, який залишається після танення снігу. У деяких районах він симпатичний Thomomys talpoides, з яким не схрещується. Перший вид віддає перевагу дрібнішим скелястим ґрунтам, тоді як другий віддає перевагу глибшим ґрунтам із меншою кількістю каміння.
Невідомо, чим харчується Thomomys idahoensis, хоча споріднені види споживають частини рослин із рослинності нижче та над рівнем землі, головним чином трави та трави.

## Розмноження та життєвий цикл
Мало відомо про історію життя цього виду, невідомі дані про період розмноження та розмір посліду. Швидше за все, розмножується навесні після танення снігу. Тривалість його життя також невідома, хоча зазвичай гофери живуть менше двох років.